# منتخب جزر ماريانا الشمالية للكرة اللينة للرجال
منتخب جزر ماريانا الشمالية للكرة اللينة للرجال (بالإنجليزية: Northern Mariana Islands men's national softball team)‏ هو ممثل الولايات المتحدة الرسمي في المنافسات الدولية في الكرة اللينة .